# Crozon-sur-Vauvre
Crozon-sur-Vauvre là một xã ở tỉnh Indre khu vực trung bộ Pháp. Xã này có diện tích 27,69 km², dân số thời điểm năm 1999 là 388 người. Khu vực này có độ cao trung bình 420 mét trên mực nước biển.